# Okruzi Izraela
Izrael je podijeljen na šest glavnih okruga (hebrejski: mehozot, מחוזות; jednina: mehoz) i petnaest pod-okruga (hebrejski: nafot) (נפות; jednina: nafa). Svaki od pod-okruga je podijeljen na prirodne regije, njih ukupno 50.

## Okrug Jeruzalem
Okrug Jeruzalem (Mehoz Yerushalayim)
Glavni grad okruga: Jeruzalem

## Sjeverni okrug
Sjeverni okrug (Mehoz HaTzafon)
Glavni grad okruga: Nazaret
Pod-okruzi:
- Zefat
- Kinneret
- Yizre'el
- Akko
- Golan*

 *- UN nije priznao kao izraelski teritorij

## Okrug Haifa
Okrug Haifa (Mehoz Hefa)
Glavni grad okruga: Haifa
Pod-okruzi:
- Haifa
- Hadera

## Središnji okrug
Središnji okrug (Mehoz HaMerkaz)
Glavni grad okruga: Ramla
Pod-okruzi:
- Sharon
- Petah Tiqwa
- Ramla
- Rehovot

## Okrug Tel Aviv
Okrug Tel Aviv (Mehoz Tel-Aviv)
Glavni grad okruga: Tel Aviv

## Južni okrug
Južni okrug (Mehoz HaDarom)
Glavni grad okruga: Be'er Sheva
Pod-okruzi:
- Ashqelon
- Be'er Sheva

## Okrug Judeja i Samarija*
Okrug Judeja i Samarija (Mehoz Yehuda VeShomron)*
Najveći grad: Ma’ale Adummim
 * UN nije priznao kao izraelski teritorij, kao niti većina zemalja

## Pogledati
- Izrael
- Popis gradova u Izraelu